# Walter Hofmann
Walter Hofmann (Sömmerda, 26 september 1949) is een Oost-Duits kanovaarder gespecialiseerd in slalom.
Hofmann won tijdens de Olympische Zomerspelen 1972 de gouden medaille in de C-2 slalom, dit waren de eerste spelen waarbij de slalom op het olympische programma stond bij het kanovaren. Twintig jaar later keerde dit onderdeel pas weer terug op het olympische programma.
Hofmann werd tweemaal wereldkampioen met het team en eenmaal in de C-2.

## Resultaten

### Olympische Zomerspelen
| Editie | Plaats  | Resultaten |
| ------ | ------- | ---------- |
| 1972   | München | C-2 Slalom |

### Wereldkampioenschappen kanoslalom
| Jaar | Plaats       | Resultaten                      |
| ---- | ------------ | ------------------------------- |
| 1971 | Alpe di Mera | C-2 Slalom · C-2 Slalom team    |
| 1975 | Muotathal    | 4e C-2 Slalom · C-2 Slalom team |
| 1977 | Skopje       | C-2 Slalom · 5e C-2 Slalom team |

1972: Rolf-Dieter Amend & Walter Hofmann ·
1992: Joe Jacobi & Scott Strausbaugh ·
1996: Franck Adisson & Wilfrid Forgues ·
2000: Pavol Hochschorner & Peter Hochschorner ·
2004: Pavol Hochschorner & Peter Hochschorner ·
2008: Pavol Hochschorner & Peter Hochschorner ·
2012: Tim Baillie & Etienne Stott ·
2016: Ladislav Škantár & Peter Škantár